# 爲了秘魯聯盟
为了秘鲁联盟是由前聯合國祕書長哈维尔·佩雷斯·德奎利亚尔建立的秘魯民族卡塞雷斯主义政黨，主體為中間派，部分为左派。它與奥良塔·乌马拉結盟在2006年秘魯大選中獲得國會120席中的45席，在2006年秘魯國會選舉獲得130席中的13席，但在2021年秘鲁大选中其席位為自由秘魯民族政黨所獲取。

## 外部連結
- 為秘魯團結黨 （页面存档备份，存于）